# Super Smash Bros. Brawl
Super Smash Bros. Brawl, chamado no Japão de Super Smash Bros. X (大乱闘スマッシュブラザーズX, Dairantou Sumasshu Burazāzu Ekkusu), é um jogo eletrônico de luta crossover  desenvolvido pela Sora Ltd. e publicado pela Nintendo para o Wii. É o terceiro jogo da franquia Super Smash Bros., expandindo sua lista de personagens em relação ao antecessor e sendo o primeiro da série a incluir personagens de third-parties. Com novos estágios, modos de jogo e extras, foi aclamado pela mídia, vendeu mais de 10 milhões de cópias no mundo e tornou-se o segundo jogo mais vendido de 2008.
Como seus dois antecessores, Super Smash Bros. Brawl é considerado como uma exceção em jogos de luta por causa de seu método simplificado de comandos e ênfase em nocautes para fora da arena. Brawl também inclui um modo solo mais arrojado que os antecessores, com a criação do novo modo de aventura em side-scrolling, The Subspace Emissary. Este tem como principal característica a história em CGI apresentando os personagens jogáveis de Brawl. O título dá suporte a até quatro jogadores de uma vez, além de ser compatível com a conexão à Nintendo Wi-Fi Connection. A maior parte das músicas do jogo são arranjos de temas de jogos anteriores de outras franquias, feitos por 39 renomados músicos de várias empresas de video games.
Super Smash Bros. Brawl foi anunciado em uma conferência pré-E3 de 2005 pelo presidente da Nintendo Satoru Iwata. Mais tarde no mesmo dia, Iwata pediu ao diretor dos dois outros games da série, Masahiro Sakurai, que também dirigisse o terceiro game, aceitando. Quando a produção do jogo começou em outubro de 2005, a Nintendo listou a ajuda de produtores estrangeiros especialmente para Brawl. Na E for All de 2007, o presidente da Nintendo of America, Reggie Fils-Aime, disse que Brawl seria lançado em dezembro daquele ano nas Américas. O lançamento seria adiado para 10 de fevereiro de 2008 e depois para 9 de março do mesmo ano.

## Jogabilidade
Seguindo o estilo de seus antecessores, Super Smash Bros. Brawl usa um sistema de batalhas diferente de outros jogos de luta. Escolhendo entre vários personagens jogáveis, um a quatro jogadores lutam em vários estágios, cada um tentando nocautear seus oponentes para fora da tela. Ao invés de usar uma barra de vida, como muitos jogos de luta fazem, são usados marcadores de porcentagem. Esses mostram o dano recebido e variam de 0 a 999%. Quanto maior a porcentagem, mais longe o personagem é arremessado. Quando um personagem é nocauteado para fora dos limites da arena, o jogador perde uma vida ou um ponto, dependendo do modo de luta. O jogo pode ser jogado de quatro maneiras diferentes: usando-se o Wii-Remote virado de lado, com o Classic Controller, com o Wii-Remote e o Nunchuk ou o controle de GameCube. Brawl também inclui um função que proporciona ao jogador criar uma configuração de movimentos diferentes usando seu nome escolhido.

O símbolo da bola cruzada, usada para a Smash Ball e como logo oficial da série.

Os personagens lutam entre si usando uma variedade de movimentos e ataques. Cada movimento é executado apertando-se um botão e movimentando-se a alavanca analógica ou o direcional digital, no caso do Wii-Remote virado. Além de ataques básicos, como socos e chutes, os personagens podem executar quatro destes ainda mais fortes, conhecidos como Smashes. Cada personagem tem quatro movimentos especiais, que podem ter outros efeitos além de nocautear o oponente. Brawl inclui também um ataque supremo para cada personagem, conhecido como Final Smash. Estes têm muito mais poder do que ataques normais ou especiais e apresentam uma variada gama de efeitos, desde ataques não-desviáveis até transformações temporárias. Essas habilidades únicas só podem ser usadas quando o personagem quebra a proteção de uma Smash Ball (スマッシュボール, Sumasshu Bōru). Quando a proteção de uma Smash Ball é quebrada por um personagem, este pode usar seu Final Smash caso não seja atacado abruptamente, o que o faz perder a Smash Ball, a qual retorna à arena para ser quebrada novamente.
Os personagens também podem usar outros itens, indo desde projéteis até bombas e martelos gigantes. Cada tipo de item tem um efeito diferente nos personagens em volta dele. Enquanto muitos itens retornam de outros jogos da série Super Smash Bros., novos são introduzidos em Brawl. Alguns itens que voltaram receberam melhorias, mudando sua aparência e/ou habilidade. Dois tipos de itens, os Assist Trophies (Em Português, Troféus de Ajuda) e as Pokébolas invocam, temporariamente, personagens convidados e Pokémon, os quais geralmente ajudam quem os invocou. Eles não podem ser controlados pelos jogadores e são normalmente invencíveis (exceto quando o personagem Kirby utiliza o final smash, o qual suga todos os itens da tela (incluindo o adversário dependendo da sua distância)e simplesmente os cozinha).

### Grupo
Além do modo de multiplayer normal ("Brawl"), Super Smash Bros. Brawl apresenta outros tipos de multiplayer e opções quando se está no modo Grupo. As lutas especiais retornam de Melee, onde os jogadores têm a opção de usarem regras peculiares e um nível de customização maior. Diferentemente do jogo anterior, onde só podia ser usada uma regra especial por vez, tal como "Luta Gigante" ou "Luta Metálica", os jogadores podem escolher quantas opções quiserem para uma única partida. Outro modo que retorna de Melee são os torneios, os quais permitem que o jogador crie um torneio por eliminação com até 32 participantes humanos ou controlados pelo computador. Uma nova opção em Brawl é a rotação, permitindo que até 16 jogadores competirem alternando vencedores ou perdedores por outros jogadores na fila após uma partida.

### Solo
Mantendo-se consistente como em seus antecessores, Brawl inclui vários modos feitos para um jogador. Em Classic Mode, o jogador passa por fases geradas aleatoriamente, embora haja uma ordem correta para o aparecimento de cada série. Cada fase apresenta um estágio ou um oponente de uma série, tais como The Legend of Zelda ou Pokémon. Algumas partidas apresentam uma condição única, como uma luta contra um oponente gigante ou uma batalha de dois contra dois. O jogador passa por 11 fases, enfrentando a Master Hand no final, uma mão controlada do lado de fora do Universo de Brawl que aguarda desafiantes.[carece de fontes?]
Outro modo Solo são os Eventos, que são partidas com condições pré-determinadas. Dentre as condições, há eventos com limite de tempo para serem completados, alguns onde o jogador deve usar o Final Smash de um personagem e outros onde simplesmente deve-se resistir à luta durante um certo tempo. Uma novidade é a opção de escolher um nível de dificuldade para cada um dos 62 eventos (21 dos eventos são Co-Op para 2 jogadores e não podem ser jogados com apenas 1 jogador), cada um com seu recorde.
Também vindos de Melee, Brawl inclui minigames com um propósito no STADIUM Mode. O mais conhecido deles é o Home-Run Contest, onde o jogador deve lançar um saco de pancadas o mais longe possível usando um taco de baseball. Existente desde o Super Smash Bros. original, o Target Smash!! é um minigame onde o jogador deve quebrar todos os alvos no menor tempo. Outro minigame é o Multi-Man Brawl, onde o jogador deve derrotar criaturas em número ou em tempo. Assim como os eventos, agora os minigames do STADIUM Mode também tem a opção de dois jogadores se cooperarem.

#### The Subspace Emissary
Super Smash Bros. Brawl inclui um novo modo solo conhecido como Adventure Mode. Neste, o jogador participa da história de The Subspace Emissary (亜空の使者, Akū no Shisha, em Português, O Emissário do Submundo ou O Enviado do Vazio). O modo é uma aventura em side-scrolling (Uma câmera frontal sem o uso de três eixos para locomoção) com vários chefes. A história é contada por animações em CGI, porém sem o uso de diálogos. The Subspace Emissary apresenta um novo inimigo, conhecido como The Subspace Army (亜空軍, Akūgun, em Português, Exército do Submundo ou Exército Vazio), um exército das sombras liderado pelo Antigo Ministro (Ancient Minister, em Inglês). Alguns dos integrantes do exército já apareceram em jogos anteriores da Nintendo, como Porky, da série MOTHER, e Rayquaza, da série Pokémon, assim como uma equipe de R.O.B.s, baseados no acessório de NES. Porém, The Subspace Emissary apresenta também vários inimigos originais, como Trowlon, um tapete que leva o jogador para a borda da tela, Shaydas, uma sombra que usa duas espadas, e os mais comuns deles, conhecidos como Primids. The Subspace Emissary também possibilita a melhora de qualidades de um personagem usando adesivos coletados pelas fases ou em batalhas no modo Grupo. Caso haja um Game Over, alguns destes adesivos são perdidos.
Diferentemente dos outros modos, The Subspace Emissary apresenta um sistema de equipes compostas pelos personagens, começando com um número limitado. Outros personagens se unem ao time, enquanto outros podem deixá-lo temporariamente. Quando um dos personagens é nocauteado, outro toma o lugar, continuando a fase. Quando todos são nocauteados, o jogador recebe um Game Over, perdendo adesivos, mas com a opção de continuar a qualquer hora.
Sakurai alegou que em The Subspace Emissary há muito mais informação que em outros modos Solo de jogos anteriores. Shigeru Miyamoto explicou que Sakurai sempre quis ter um jogo single-player profundo, mas que ele pediu para que focasse mais no multiplayer nos jogos anteriores uma vez que havia vários jogos do tipo encontrado em The Subspace Emissary. Como Brawl teve um longo tempo para ser produzido, ambos foram possíveis de serem concluídos sem afetar um ao outro. Para criar um enredo para The Subspace Emissary, Sakurai contou com a ajuda de Kazushige Nojima, o escritor de cenário para a série Final Fantasy.

##### Enredo
Em um mundo onde troféus ganham vidas, lutas ocorrem. As lutas são a razão da existência destes. Quando alguém quebra as regras, o mundo pagará caro por isso. Em uma arena de batalha, Mario e Kirby lutam entre si, sendo assistidos pelas princesas Zelda e Peach Toadstool. Dependendo do vencedor, o outro fará com que o derrotado volte a viver. Porém, uma nave aparece ao longe, trazendo o The Subspace Army junto de seu líder, o Antigo Ministro. Com ele trazem Shadow Bugs, pequenas esferas que Tabuu conseguiu extraindo uma essência do corpo de Mr. Game And Watch. Após isso aparece Petey Piranha que instantaneamente  nocauteia Mario o mandando para muito longe, Kirby enfrenta o gigante Petey Piranha para libertar Zelda ou Peach. Quando salva uma, a outra é transformada em troféu por Wario e é capturada. O Antigo Ministro, usando a Bomba do Submundo, explode a arena, fazendo-a ser engolida pela escuridão. Kirby e a princesa fogem, enquanto o enviado da Deusa Palutena, Pit, sai de seu palácio para combater o The Subspace Army. Durante sua jornada nas nuvens, Pit alia-se a Mario.[carece de fontes?]
A história se desenrola com outros personagens aparecendo, como Donkey Kong e Diddy Kong, Link e Yoshi e Samus e Pikachu. Mais tarde, é revelado que a nave, conhecida como Halberd, foi roubada de Meta Knight, que se alia a Ike e Marth para recuperá-la e se vingar. Vários acontecimentos ocorrem ao mesmo tempo, tais como a captura de Donkey Kong, o combate entre Mario e Link e outros. Quando Meta Knight encontra sua nave, tenta abordá-la subindo uma montanha, deixando Marth e Ike com Mario, Pit, Kirby, Link e Yoshi, que se juntaram também ao Treinador Pokémon e Lucas. Na montanha, Meta Knight encontra Ice Climbers e no topo, luta com Lucario e os os dois abordam o Halberd, encontrando Solid Snake ali. Salvando a nave do terrível Duon, todos se reúnem na costa do mundo. Em uma ilha flutuante, Samus e Pikachu se aliam a Diddy Kong, Donkey Kong e aos capitães Captain Falcon e Olimar. Eles descobrem o plano do The Subspace Army, que é destruir e transformar todos em troféus para dominarem o mundo.[carece de fontes?]
Descobre-se que o Antigo Ministro é um servo de Ganondorf. Não contente com a situação dos R.O.B.s na Ilha dos Antigos (Em Inglês, Island of Ancients), o Antigo Ministro se revolta, revelando-se o Mestre dos R.O.B.s. Porém, com o poder de Ganondorf, ele controla todos os R.O.B.s, que, usando mais de cem Bombas do Submundo ao mesmo tempo, explodem a ilha flutuante, obrigando os heróis a saírem de lá. Mostrando sua arma definitiva, o Subspace Gunship, Ganondorf tem seus planos destruídos pelos heróis, que destroem a arma e se infiltram no submundo. É revelado que Ganondorf, o Antigo Ministro e outros estavam servindo à Master Hand, uma entidade de fora do mundo dos troféus, e que esta estava sendo manipulada por um ser ainda mais maligno, conhecido como Tabuu. Ele, com seus poderes adquiridos com o número de Bombas do Submundo, libera sua energia e transforma todos os heróis e vilões em troféus, dominando o mundo.[carece de fontes?]
Contudo, Tabuu não esperava que um de seus servos, o Rei Dedede, descobrisse sua trama. Dedede elabora um plano próprio para reviver alguns troféus, como Luigi e Ness, e poder contra-atacar o humanoide. Resgatando todos os derrotados, os heróis, com a ajuda de Sonic the Hedgehog, enfrentam e derrotam Tabuu, revertendo o efeito das Bombas do Submundo e retornando às suas vidas normais. Porém, há um lugar onde o efeito não pôde ser revertido, a Ilha dos Antigos. The Subspace Emissary termina com os personagens olhando para o horizonte, observando uma marca em "X", o lugar onde ficava a antiga ilha que foi uma Utopia no passado.

### Nintendo Wi-Fi Connection
Super Smash Bros. Brawl permite que os jogadores batalhem contra oponentes do mundo inteiro através da Nintendo Wi-Fi Connection. As partidas online podem ser jogadas com amigos registrados ou oponentes aleatórios através do globo. Em batalhas com amigos registrados, não só serão mostrados os nomes dos jogadores, como também o jogador pode se comunicar com seu oponente usando provocações customizadas. Um outro modo, Spectactor (Em Português, Espectador) permite que se assista partidas entre outros jogadores, apostando em qual deles irá ganhá-la usando moedas. Acertando-se o vencedor, o jogador recebe uma quantia a mais da qual ele apostara. Além das lutas normais, é possível jogar o Home-Run Contest e o Multi-Man Brawl através do serviço online.
Além disso, durante batalhas, fotos podem ser tiradas e enviadas à Nintendo através da Nintendo Wi-Fi Connection. Da mesma maneira que fotos e vídeos que foram gravados de Brawl também podem ser enviados.

### Vault
Em Super Smash Bros. Melee, todos os personagens, itens e outros eram encarnações de troféus, que podiam ser colecionados e vistos de vários ângulos. Essas estatuetas dão uma breve descrição do mostrado ali. Em Super Smash Bros. Brawl, há várias maneiras de se conseguir troféus, sendo a mais básica delas o modo Coin Launcher (Em Português, Lançador de Moedas). Quanto mais se progride no jogo, seja em The Subspace Emissary, lutas ou o Classic Mode, moedas são adquiridas, que são usadas nesse lançador como projéteis. Elas servem para atirar em troféus e adquiri-los e contra-atacar mísseis vindo em sua direção. As moedas também podem ser utilizadas no modo Spectator na Nintendo Wi-Fi Connection. Troféus não disponíveis no Coin Launcher são adquiridos em The Subspace Emissary usando bases de troféus para transformar um inimigo em um destes e também quebrando cubos laranjas
Além dos troféus, os jogadores agora também podem colecionar adesivos de artworks de vários jogos. Com eles, pode-se posicioná-los a fim de tirar uma foto ou então usá-los em The Subspace Emissary para melhorar as qualidades de um personagem. Outro item colecionável são CDs, que destravam novas músicas para alguns estágios.
Troféus, adesivos ou CDs que não podem ser destravados pelo Coin Launcher, The Subspace Emissary ou batalhas normais são obtidos pelos Desafios (Challenges), um modo especial que cataloga quase tudo o que pode ser destravado no jogo, através de janelas. Uma vez que uma janela é quebrada e seu conteúdo destravado, as janelas adjacentes à quebrada mostram uma sombra do que pode ser destravado e o necessário para destravar. Raramente, o jogador recebe um martelo dourado para poder quebrar qualquer janela não destravada. Este é um sistema usado por Sakurai em seu jogo Kirby Air Ride.[carece de fontes?]
O Vault também apresenta demonstrações de grandes títulos da Nintendo, conhecidos como Masterpieces, disponíveis no Virtual Console do Wii, tais como F-Zero e Super Metroid. Cada demo tem um tempo-limite de uso de 30 segundos a cinco minutos, sendo que alguns salvam os dados para que o jogador escolha uma certa fase daquele jogo. Junto com as Masterpieces, há as Crônicas (Chronicles), um índice com vários títulos da Nintendo desde o NES e o Game & Watch até o Nintendo DS e o próprio Wii.

## Personagens
Super Smash Bros. Brawl apresenta 35 personagens jogáveis, sendo 12 deles novatos, 13 personagens que já apareceram em títulos ateriores da série e 12 personagens secretos. Alguns dos veteranos que apareceram em Melee sofreram mudanças no design devido às suas últimas aparições, como é o caso de Link e Fox McCloud. Samus Aran ganha uma segunda forma sem sua armadura chamada de Zero Suit Samus.[carece de fontes?]
Séries representadas anteriormente receberam novos personagens, tais como Diddy Kong, da série Donkey Kong, e Meta Knight, da série Kirby. Outros novatos são os primeiros a representarem suas séries, como Pit, de Kid Icarus, Olimar, de Pikmin, e Wario, da série WarioWare. Solid Snake, protagonista da série Metal Gear, da Konami, e Sonic the Hedgehog da série homônima da SEGA são os primeiros personagens de third-parties a serem incluídos em um título de Super Smash Bros.[carece de fontes?]
Certos personagens têm peculiaridades, como Zelda, que pode se tornar Sheik, Samus, que pode lutar sem a sua Varia Suit, o Treinador Pokémon, que usa seus três Pokémon para lutar, e Lucario, que tem sua base de dano originada de seu próprio; e outros que acabam usando ataques parecido com outros, como Falco Lombardi, que possui ataques parecidos com os de Fox, e Toon Link, uma versão mais fraca e mais rápida de Link. O Final Smash de cada personagem também tem certos efeitos diferentes, como o de Bowser, que o torna invencível, ou o de Kirby, que cozinha todos os personagens e itens no estágio.[carece de fontes?]
Há duas maneiras de habilitar um personagem em Brawl. Uma delas é lutar um certo número de batalhas para que o personagem apareça, obrigando o jogador a lutar contra ele e vencer para destravá-lo. A outra maneira é encontrar esse personagem em The Subspace Emissary e fazê-lo juntar à equipe, sem a necessidade de lutas.[carece de fontes?]

## Estágios
Os estágios são arenas onde ocorrem as lutas. Cada estágio representa parte de uma das séries em Brawl. Os estágios variam desde plataformas móveis até áreas onde deve-se ficar para o bem do jogador. Em todo estágio, há uma área onde não se deve ultrapassar, seja em qualquer direção, ou o jogador perderá uma vida ou um ponto, dependendo do modo de jogo.[carece de fontes?]
Em Super Smash Bros. Brawl, há 41 estágios diferentes, sendo que 29 já podem ser escolhidos pelo jogador desde o início. Vários estágios sofrem mudanças elaboradas enquanto as batalhas ocorrem, como um ciclo de dias, visto em Battlefield, e até mudanças no tempo e espaço, como visto em Spear Pillar. Em especial, um estágio da série Animal Crossing apresenta eventos em determinada hora do dia. Em vários estágios de Brawl, é possível destruir parte do cenário, como em Luigi's Mansion e, inclusive, nadar. Diferentemente de seus antecessores, Brawl inclui estágios de third-parties, como Green Hill Zone. O jogo também apresenta estágios que apareceram em Super Smash Bros. Melee.
Brawl permite que os jogadores criem seus próprios estágios usando o Stage Builder no modo Vault e salvá-los na memória interna do Wii ou em um Cartão SD. Assim como as fotos, também é possível enviar um estágio para a Nintendo por dia através da Nintendo Wi-Fi Connection.

## Desenvolvimento
Na conferência pré-E3 de 2005, o presidente da Nintendo, Satoru Iwata, anunciou que o próximo game da série Super Smash Bros. não só estaria em desenvolvimento logo, como também poderia ser um game de lançamento do Wii com compatibilidade online. O anunciamento foi uma surpresa para Masahiro Sakurai, criador da série. Em 2003, Sakurai deixou a HAL Laboratory, a empresa encarregada de produzir os jogos da série e não foi informado da intenção da Nintendo em lançar um terceiro game, embora Iwata dissera a Sakurai, logo após sua saída da HAL Laboratory, que se um outro título da série fosse produzido, ele gostaria que Sakurai fosse o diretor. Sakurai só tornou-se o diretor do jogo após a conferência de 2005, quando foi convidado à sala de Iwata para produzir o novo jogo. Sakurai aceitou dirigir o jogo, sendo o único membro na produção até outubro de 2005.[carece de fontes?]
O desenvolvimento do novo jogo começou neste mês, quando a Nintendo abriu um novo escritório em Tóquio apenas para sua produção. A empresa, a Sora, Ltd., teve a ajuda de vários produtores de outras empresas, tais como a Game Arts e a Monolith Soft. Sakurai disse que essas pessoas gastaram muito tempo jogando Super Smash Bros. Melee e foi dada à equipe o acesso a todo o material original e materiais de produção de Melee. Em adição, vários produtores dos outros dois jogos da série que residiam perto do local do novo estúdio se juntaram à produção de Brawl.
O game estava ausente na conferência Pré-E3 do Wii de 2006. No dia seguinte, em maio, o primeiro trailer foi revelado, junto com o nome oficial Super Smash Bros. Brawl. Em uma entrevista, Sakurai falou que o uso dos movimentos do controle do Wii poderiam estar ausentes, argumentando que a implementação de muitos movimentos poderiam atrapalhar o jogo. Porém, Sakurai disse que sua ideia era incluir compatibilidade online desde o início, de acordo com os planos da Nintendo no Wii, embora algo como um ranking mundial estivesse fora de cogitação. Em uma partida-teste entre Sakurai e o game designer Hideo Kojima, criador da série Metal Gear, este falou que o jogo era completo e que a Nintendo poderia lançá-lo no mercado para vender milhões de cópias. Com isso, o site Smash Bros. DOJO!! começou a ter atualizações diárias todos os dias úteis a partir de 22 de maio de 2007, indo até 14 de abril de 2008.
Na conferência para a imprensa na E3 de 2007, o presidente da Nintendo of America, Reggie Fils-Aime, que o lançamento de Brawl se daria em 3 de dezembro daquele ano nas Américas. Porém, dois meses antes desta data, a equipe de desenvolvimento pediu mais tempo para terminar a produção do jogo.[carece de fontes?]
| “ | Para podermos tornar Super Smash Bros. Brawl um jogo imprescindível, vimos que precisamos ter mais tempo para concluir a produção. Pedimos desculpas aos fãs que já estavam esperando ansiosamente pelo lançamento, que se dará agora em 24 de janeiro de 2008 no Japão. Nós também revisaremos a data de lançamento do jogo nas Américas e nossas subsidiárias farão seus próprios anunciamentos. | ” |

No dia seguinte, a data de lançamento americana foi adiada para 10 de fevereiro de 2008. Em 15 de janeiro, mais um adiamento foi feito para o lançamento, sendo de uma semana no Japão, lançando em 31 de janeiro, e um mês para as Américas, lançando em 9 de março nos Estados Unidos. Foi feito um lançamento semi-oficial de Brawl no Brasil em 15 de março em São Paulo. Na Europa, Brawl foi lançado lançado no dia 27 de junho.[carece de fontes?]

### Música
Quando o site Smash Bros. DOJO!! foi ao ar, Sakurai revelou uma lista com 36 músicos de games que estariam fazendo as músicas de Brawl. Sakurai pediu a esses músicos da Nintendo, de second e third-parties que ouvissem uma seleção das melhores músicas dos jogos da empresa e que fizessem arranjos de suas favoritas. As várias músicas do game podem ser ouvidas no Sound Test de Brawl e podem ser configuradas para a possibilidade de uma delas aparecer em um estágio com a opção My Music. Há também músicas que foram retiradas de games sem sofrerem modificações. Algumas músicas já estão habilitadas no início do jogo, enquanto outras devem ser destravadas encontrando CDs na hora de lutas.[carece de fontes?]

### Inclusão de personagens
Sakurai inicialmente disse que não gostaria de colocar muitos personagens de jogos lançados apenas no Japão. Porém, como a inclusão de Marth e Roy em Super Smash Bros. Melee levou a série Fire Emblem a ser lançada internacionalmente, o diretor expressou um maior interesse em incluir esse tipo de personagens. Sakurai também falou que apenas outros dois personagens de third-parties, além de Solid Snake poderiam ser incluídos em Brawl. A inclusão deste, um personagem da Konami, pode parecer ser contra a principal característica de Super Smash Bros. (Um jogo de luta onde apenas personagens da Nintendo e de suas second-parties poderiam marcar presença), mas Sakurai falou que Hideo Kojima, criador da série Metal Gear, queria que Snake fosse incluído ainda em Melee, o que não ocorreu devido ao game estar em um estado de produção muito avançado. Quando tomou a direção do jogo, Sakurai perguntou a Kojima se ainda queria Snake na série. Aceitando, o personagem foi incluído em Brawl. O mesmo aconteceu com Lucas, de MOTHER 3, que ficou fora de Melee devido ao adiamento do lançamento de seu jogo.
Fãs da série no Japão puderam enviar as ideias de inclusão de seus personagens de third-parties favoritos, o que ocorreu em outras regiões também. Após junho de 2006, as ideias não eram mais aceitas. Sakurai e Shigeru Miyamoto, criador de Mario Bros. e The Legend of Zelda, anunciaram que a Nintendo estava negociando os direitos de usar outros personagens de third-parties. O personagem mais popular foi Sonic, da SEGA, anunciado em Brawl em outubro de 2007. Contudo, a decisão de incluí-lo no jogo foi feita no início daquele ano.

## Recepção
Super Smash Bros. Brawl, em seu lançamento, recebeu muitas críticas positivas. Os editores da revista japonesa Famitsu concederam a Brawl uma nota perfeita, tornando-o o sétimo jogo a receber tal nota, devido à profundidade do modo solo, à imprevisão dos efeitos dos Final Smashes e à dinâmica dos personagens. A revista americana Nintendo Power também concedeu a Brawl uma nota perfeita, sendo chamado de "um dos melhores games já produzidos pela Nintendo." O site GameSpot comentou que "seus controles simples e o gameplay são muito bem acessíveis aos novatos."
No Brasil, Brawl recebeu nota máxima nas duas revistas oficiais da Nintendo no país. Na Nintendo World, "Brawl adquiriu proporções tão dantescas que atiçou a criatividade dos fãs" enquanto a revista NGamer Brasil constatou que "seu nome ficará gravado na história dos video games." No site Wii Brasil, The Subspace Emissary foi aclamado pela "trama magnífica, mas que em alguns momentos a mistura de um jogo de luta e um de plataforma parecerá bem estranha."
No site IGN, Brawl foi considerado "muito viciante e completamente divertido, mas sofre de longas telas de carregamento e tem inimigos mal conceitualizados em The Subspace Emissary." O review também criticou os gráficos, considerando o jogo "uma versão atualizada de Melee com planos de fundo com falta de detalhes." O site GameSpy comentou que os gráficos se parecem com os de GameCube. Na versão britânica da revista NGamer, "os riscos de Super Smash Bros. estão se repetindo: não há uma falta de valor no jogo, mas não apresenta a mesma mágica de Super Mario Galaxy."

### Vendas
Super Smash Bros. Brawl foi um estouro de vendas tanto no Japão quanto nos Estados Unidos. No Japão, o jogo vendeu mais de meio milhão de cópias em seu primeiro dia, chegando a 820.000 unidades na primeira semana. Até agosto de 2008, o jogo vendera mais de 1,6 milhão de unidades no país. Nos Estados Unidos, o jogo vendeu mais de 870.000 unidades em seu primeiro dia e 1,4 milhão na primeira semana, tornando-o o jogo mais vendido da Nintendo of America desde Super Mario Bros. 3, de 1990. Porém, as vendas não se repetiram no Reino Unido e até agosto de 2008, apenas 213.000 cópias do jogo foram vendidas. Até aquele mês de 2008, Brawl vendera aproximadamente 5,4 milhões de unidades.[carece de fontes?]